# Magda de Groodt
Magda Petrus de Groodt ('s-Gravenwezel, 31 juli 1913 – Antwerpen, 23 januari 2003) was een Belgische voordrachtskunstenares en een sleutelfiguur in de Vlaamse muziek- en cultuurbeweging. Ze was de oprichtster en drijvende kracht achter De Crans, een invloedrijke organisatie die zich inzette voor de promotie en uitgave van Vlaamse muziek en literatuur.

## Biografie
Magda de Groodt groeide op in een intellectueel en artistiek milieu in kasteel Cantecroy te Mortsel, waar haar ouders Arthur de Groodt en Juliette Adant een trefpunt vormden voor Vlaamse en internationale intellectuelen. Bekende gasten waren onder anderen Albert Einstein, Rabindranath Tagore en Camille Huysmans.
Als jongere was ze bevriend met de dichteres Alice Nahon, die haar aanmoedigde om zich toe te leggen op voordrachtskunst. Ze raakte ook nauw bevriend met componist Jef van Hoof, die ze haar leven lang zou ondersteunen. Samen richtten zij in 1959 de vzw De Crans op, een uitgeverij en organisatie die zich inzette voor Vlaamse muziek, poëzie en literatuur.

## Bijdragen aan Vlaamse muziek
De Groodt speelde een cruciale rol in de publicatie en verspreiding van Vlaamse composities, met name die van Jef van Hoof, Peter Benoit en Lodewijk de Vocht. Via De Crans werden talrijke muziekpartituren en fonoplaten uitgegeven, waardoor Vlaamse componisten en muzikanten nationaal en internationaal erkenning kregen.
Daarnaast maakte zij van haar woning in de Blauwmoezelstraat te Antwerpen een ontmoetingsplaats voor muzikanten en kunstenaars, die er concerten en literaire avonden hielden. Haar huis, bekend als Den Bellaert, werd een centrum voor de Vlaamse beiaardcultuur en klassieke muziek.

## Culturele en historische betekenis
Magda de Groodt was actief binnen de Vlaamse Beweging, niet alleen door haar werk binnen De Crans, maar ook door haar betrokkenheid bij diverse culturele initiatieven en haar samenwerking met prominente kunstenaars en intellectuelen.
Haar bijdrage werd postuum erkend met een groots opgezette uitvaart in de Sint-Jacobskerk (Antwerpen), waarbij Vlaamse kunstliederen en het volkslied De Vlaamse Leeuw werden gespeeld. Haar nalatenschap leeft voort in de archieven van het Koninklijk Conservatorium Antwerpen, het Letterenhuis en het Museum Plantin-Moretus.